# Stazione di Aprilia
Stazione di Aprilia vasútállomás Olaszországban, Aprilia településen.

## Vasútvonalak
Az állomást az alábbi vasútvonalak érintik:
- Albano–Nettuno-vasútvonal

## Kapcsolódó állomások
A vasútállomáshoz az alábbi állomások vannak a legközelebb:
- Stazione di Campo di Carne (Stazione di Nettuno, FL8)
- Stazione di Campoleone (Stazione di Roma Termini, FL8)
- Stazione di Cecchina-Genzano